# حمى المقصورة

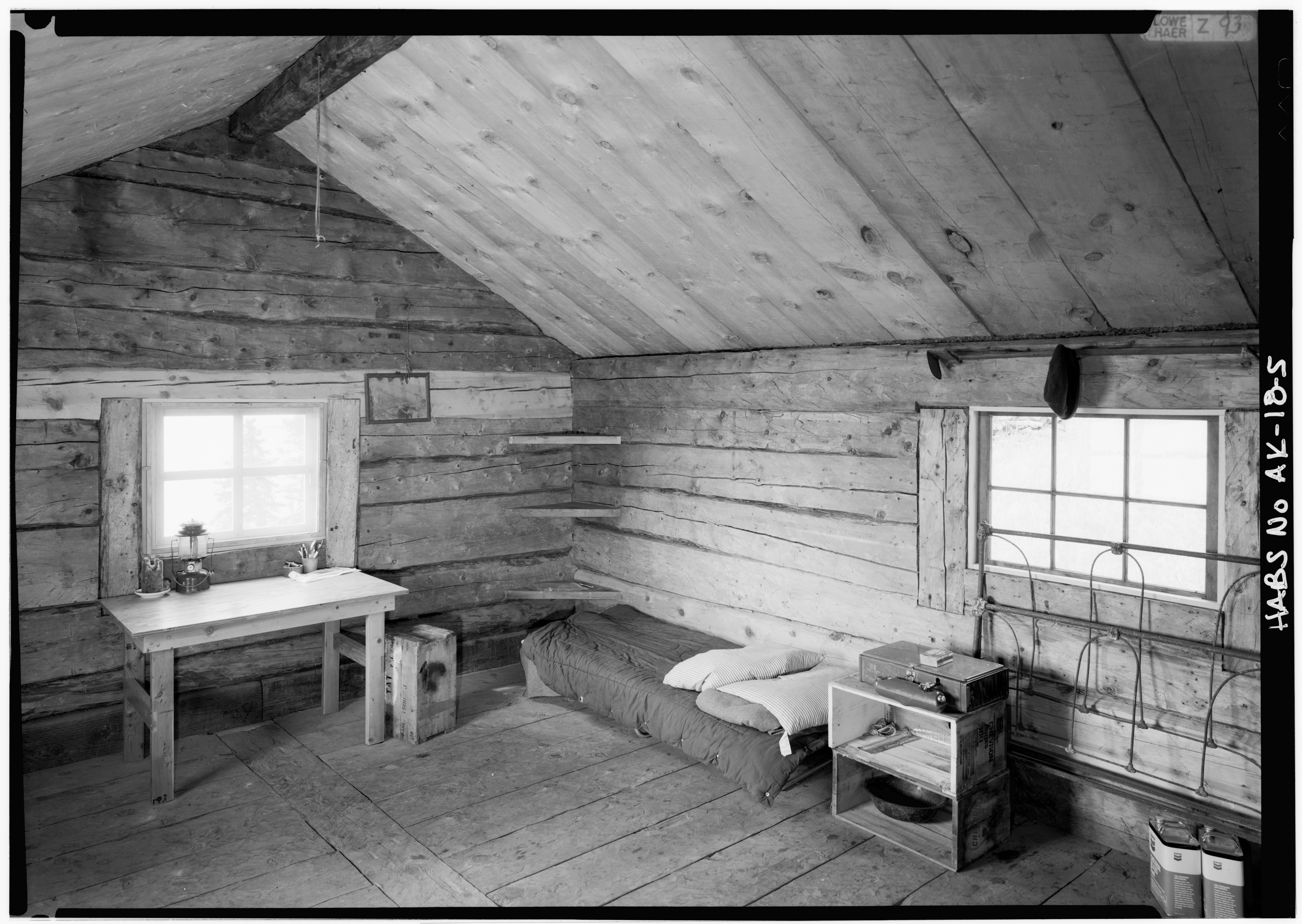
داخل مقصورة فوري في ألاسكا، الولايات المتحدة

حمى المقصورة أو متلازمة الكوخ، هي ضائقة رهابية احتجازية، تحدث عندما يُحتجز الشخص أو مجموعة من الأشخاص في مكان منعزل أو في أماكن ضيقة لفترة طويلة من الزمن.
قد يعاني الشخص من حمى المقصورة في حالة مثل العزلة داخل كوخ عطلة في الريف، أو قضاء فترات طويلة تحت الماء في غواصة، أو عزله عن الأماكن المأهولة. أثناء حمى المقصورة، قد يعاني الشخص من النعاس أو الأرق، أو عدم الثقة في أي شخص يكون معه، أو لديه الرغبة في الخروج حتى في ظروف معاكسة مثل سوء الأحوال الجوية أو الرؤية المحدودة. يتم استدعاء المفهوم أيضًا بشكل فكاهي للإشارة إلى الملل البسيط الذي يحدث بسبب البقاء بالمنزل وحيدًا لفترة طويلة.
حمى المقصورة ليست في حد ذاتها مرضًا ولا يوجد تشخيص مآلي. ومع ذلك، يمكن أن تؤدي الأعراض ذات الصلة بالمصاب إلى اتخاذ قرارات غير عقلانية يمكن أن تهدد حياته أو حياة المجموعة المُحتجزة معه. قد تكون بعض القرارات انتحارية أو يَشوبها جنون العظمة، كترك المقصورة أو المنزل أثناء عاصفة ثلجية رهيبة قد يكون عالقًا فيها.

## العلاج
علاج حمى المقصورة واحد وبسيط، وهو الخروج والتفاعل مع الطبيعة مباشرة. أثبتت الأبحاث أنه حتى التفاعلات الوجيزة مع الطبيعة يمكن أن تعزز الأداء المعرفي، وتدعم المزاج الإيجابي، والرفاهية بشكل عام. يمكن أن يساعد الهروب من الحبس داخل المنزل وتغيير المشاهد والمناطق المحيطة بسهولة في مساعدة الفرد الذي يعاني من حمى المقصورة في التغلب على الهوس. إن الخروج إلى الخارج لتجربة انفتاح العالم سيحفز الدماغ والجسم بما يكفي للتخلص من مشاعر رهاب الأحتجاز الشديد والذهان والقلق المرتبط بحمى المقصورة.
هناك القليل من الأدلة على وجوب رؤية المعالجين أو الاستشاريين النفسيين للعلاج؛ حيث يناقش معظم المصابين أعراضهم ببساطة مع العائلة أو الأصدقاء كوسيلة للتعامل مع مشاعر الوحدة والملل. ومع ذلك، هناك حالات من «حمى المقصورة» يتم تشخيصها على أنها اكتئاب منتصف الشتاء، أو الاضطراب العاطفي الموسمي.

## في الثقافة الشعبية
تم استخدام مفهوم حمى المقصورة في عام 1866، كموضوع في رواية ديستوفيسكي الجريمة والعقاب، فيلم حمى الذهب عام 1925، رواية لاعب الشطرنج عام 1948، فيلم الرعب البريق لعام 1980،ذا سيمبسونز في حلقة جبل الجنون ولعبة الفيديو آلن ويك في عام 2010. يصّور فيلم الرعب النفسي «المنارة» لعام 2019 قصة اثنين من حراس المنارة الذين بدأوا يفقدون عقلهم عندما تحاصرهم عاصفة في الجزيرة النائية حيث يتمركزون. هناك مهمة تسمى حمى المقصورة في لعبة الكمبيوتر " Dragon Age Inquisition "، حيث تم إنتاج اللعبة عام 2014.